# Fujicolor CD
Die Fujicolor CD ist eine „ISO 9660“-konforme Multisession-CD-ROM nach dem Orange Book-Standard und dient zur digitalen Archivierung von analogen Fotografien. Sie wird zumeist als Zusatzleistung bei der Entwicklung von Kleinbild- oder APS-Filmen angeboten, ist aber auch als eigenständige Leistung verfügbar.

## Allgemein
Die Fujicolor CD stellt eine Alternative zur bekannten Kodak Picture CD oder ImageCD dar und wendet sich überwiegend an Amateurfotografen. Anbieter ist die Fuji Photo Film GmbH. Die Bilder vom Kleinbildfilm liegen in einer Auflösung von 1848 × 1240 Pixeln und beim APS-Film mit 1848 × 1040 Pixeln vor. Anfangs betrug die Auflösung 1527 × 1024.
Die digitalisierten Fotografien werden auf der Compact Disc mit 8 Bit pro Farbkanal im verlustbehafteten JPEG-Format gespeichert. Auf jeder Fujicolor-CD lassen sich maximal 5 Filme archivieren. Im Normalfall erhält der Kunde die digitalisierten Fotos gleichzeitig mit dem entwickelten Film und einem Index-Print.

## Ausstattung
Damit die Bilddateien den zugehörigen Papierabzügen zugeordnet werden können, liegt ein digitaler Kontaktbogen (Index-Print) bei. Um die Zuordnung zwischen dem Negativfilm und der zugehörigen Compact Disc zu gewährleisten, wird neben dem Entwicklungsdatum auch die Seriennummer des Films auf der CD abgedruckt.
Außer den Fotografien befinden sich noch jeweils ein Programm zur Sichtung und rudimentären Bildbearbeitung der Fotografien.